# Гштайг-бай-Гштад
Гштайг-бай-Гштад (нем. Gsteig bei Gstaad) — коммуна в Швейцарии, в кантоне Берн. 
Входит в состав округа Занен. Население составляет 953 человека (на 31 декабря 2006 года). Официальный код — 0841.

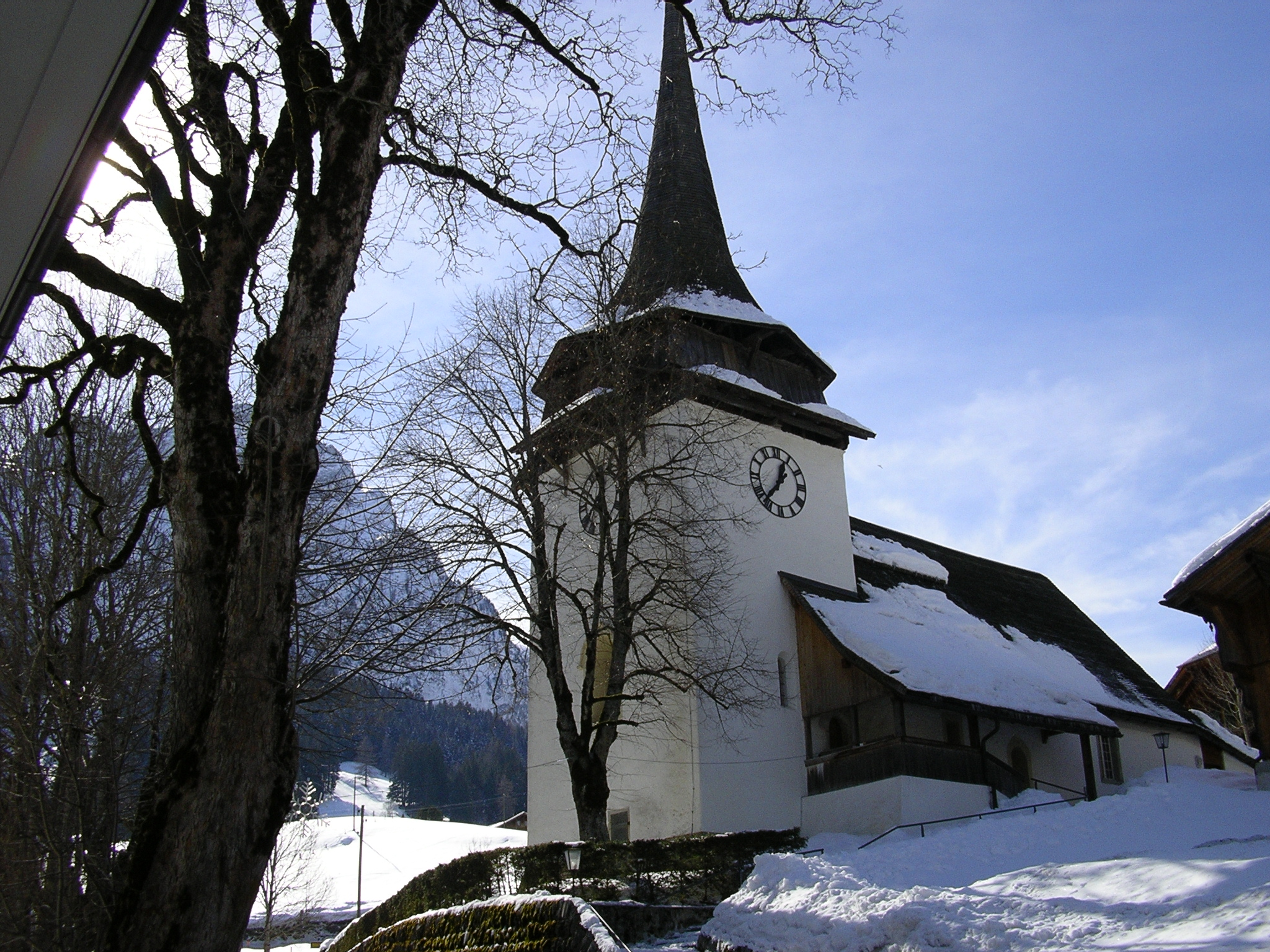
Церковь